# Little Ferry
Little Ferry és una població dels Estats Units a l'estat de Nova Jersey. Segons el cens del 2008 tenia 10.477 habitants.

## Demografia
Segons el cens del 2000, Little Ferry tenia 10.800 habitants, 4.366 habitatges, i 2.785 famílies. La densitat de població era de 2.725,4 habitants/km².
Dels 4.366 habitatges en un 27,8% hi vivien nens de menys de 18 anys, en un 49,3% hi vivien parelles casades, en un 10,5% dones solteres, i en un 36,2% no eren unitats familiars. En el 31,2% dels habitatges hi vivien persones soles el 7,6% de les quals corresponia a persones de 65 anys o més que vivien soles. El nombre mitjà de persones vivint en cada habitatge era de 2,47 i el nombre mitjà de persones que vivien en cada família era de 3,16.
Per edats la població es repartia de la següent manera: un 20,2% tenia menys de 18 anys, un 7,4% entre 18 i 24, un 36,3% entre 25 i 44, un 23,6% de 45 a 60 i un 12,4% 65 anys o més.
L'edat mediana era de 37 anys. Per cada 100 dones de 18 o més anys hi havia 91,7 homes.
La renda mediana per habitatge era de 49.958 $ i la renda mediana per família de 59.176 $. Els homes tenien una renda mediana de 42.059 $ mentre que les dones 34.286 $. La renda per capita de la població era de 24.210 $. Aproximadament el 5,9% de les famílies i el 6,3% de la població estaven per davall del llindar de pobresa.

## Poblacions més properes
El següent diagrama mostra les poblacions més properes.